# Kanton Basse-Terre
Der Kanton Basse-Terre ist ein französischer Wahlkreis im Arrondissement Basse-Terre in der Region Guadeloupe.
Der Kanton wurde im Zuge der Neuordnung der französischen Kantone im Jahr 2015 neu geschaffen.

## Gemeinden
Der Kanton besteht aus zwei Gemeinden mit insgesamt 19.851 Einwohnern (Stand: 1. Januar 2022) auf einer Gesamtfläche von 40,08 km²:
| Gemeinde           | Einwohner 1. Januar 2022 | Fläche km² | Dichte Einw./km² | Code INSEE | Postleitzahl |
| ------------------ | ------------------------ | ---------- | ---------------- | ---------- | ------------ |
| Basse-Terre        | 9.419                    | 5,78       | 1.630            | 97105      | 97100        |
| Saint-Claude       | 10.432                   | 34,30      | 304              | 97124      | 97120        |
| Kanton Basse-Terre | 19.851                   | 40,08      | 495              | 97106      | –            |